# Centaurea acicularis
Centaurea acicularis — вид квіткових рослин айстрових (Asteraceae). Населяє Східні Егейські острови Західну Туреччину.

## Морфологія та біологія
Багаторічна рослина без стебла або з дуже коротким стеблом до 2 см, зазвичай з кількома квітковими головами в центрі розетки. Листки принаймні з нижнього боку запушені, 2-перисто-розсічені до ліроподібних. Квітки жовті, крайові не променисті, трохи коротші. Сім'янки ≈ 5 мм. Папус 6–8 мм. 2n= 20. Період цвітіння: травень і червень.